# Llordén
Demetrio Llordén Fernandez (Llordén) (Nerva, Huelva, 1931 – México D.F., 2000). Fue un pintor español.

## Biografía
- En 1947 se traslada a México, estudiando acuarela, óleo y grabado, pronto fue premiado por su buen hacer.

- 1950, 2ª Medalla de Pintores Noveles. Círculo de Bellas Artes de México.

- 1951, 1ª Medalla, Círculo de Bellas Artes, México.

- 1955, Diploma en la IV Exposición, Círculo de Bellas Artes, Sevilla.

- 1960, 2ª Medalla, Exposición Velázquez, Instituto de Cultura Hispano Mexicana, México.

- 1988, 1ª Medalla de Acuarela, Toluca, México.

Se suceden las exposiciones tanto en ese exilio del que se habla en el catálogo del Museo Vázquez Díaz de 1999, en México como en España:
- 1948, Exposición A Beneficio del Pueblo Español, México.

- 1949, Círculo de Bellas Artes, México.

- 1958, Galería Velázquez, México y Homenaje a José María Morón en Nerva, Huelva.

- 1960, XXXI Salón de Otoño, Madrid y en la Galería Velázquez, México.

- 1961, I Exposición de Pintores de Huelva.

- 1976 y 1977, Exposición Árbol en el Arte, Palacio de Bellas Artes, México.

- 1978, Hace tres exposiciones en México, en la Galería Country Club, en la Universidad de Anáhuac y con el grupo A.T.E.N.

- 1979, Instituto de Cultura Hispano Mexicana, México.

- 1980, Galería Liverpool, México.

- 1982, Exposición Conmemorativa del Centenario del Nacimiento de Vázquez Díaz, Nerva, Huelva. En esta Exposición vuelve a ver a Nerva, como Tierra de Artistas, en el Salón también hay obras de todos sus contemporáneos y la nueva hornada de artistas con Juan Barba y Martín Gálvez a la cabeza.

- 1985, Club de Banqueros, Embajada de España.

- 1986, México Antiguo a Través de la Acuarela, Centro Cultural S.H.C.P., México, Exposiciones en la  Galería Plaza, Hotel Camino Real y colegio de Bachilleres, de México.

- 1987, Expone en el Centro Asturiano y Colegio de Bachilleres de México.

- 1990, Salón del Árbol en el Arte, Palacio de Bellas Artes, Toluca, Centro Asturiano, Galería Foresta y Galería Torre Domecq, en México.

- 1991, Galería Club Bella Vista, México.

- 1992, V Centenario del Descubrimiento de América, Galería Arquímedes, México.

- 1993, Casa Risco, México. Instituto Mexiquense de Cultura. Banco de México Fiduciario. Centro Cultural Isidro Fabela.

- 1994, Artistas Nervenses, Nerva, Huelva.

- 1995, Asociación Nerva en Sevilla Foro Cultural, Sevilla, y en México Galería Azumar y en el Parque Arturo Mundet, A.C.

- 1996, Realidades Mexicanas, Galería Excélsior, México.

- 1997, Realidades, 50 Aniversario Demetrio Llordén, Centro Asturiano, México.

- 1998, Centro de Exposiciones y convenciones World Trade Center, México.

- 1999, Centro Asturiano de México. Exposición José María Labrador, la Escuela de Fontenla, los Exilios en el Museo Vázquez Díaz, Nerva, Huelva.